# Прапор Любашівки
Пра́пор Любашівки — офіційний символ смт Любашівка затверджений рішенням Любашівської селищної ради.

## Опис
Прямокутне полотнище зі співвідношенням сторін 2:3 розділене вертикально на три рівновеликі смуги — жовту, зелену, жовту. На центральній смузі Архістратиг Михаїл в білому одязі, лазурових обладунках, червоних чоботях, що тримає у правій руці полум'яний меч, а у лівій жовтий щит з блакитним хрестом.
Автори — Єрикаліна Л. Є., Павлов Г. А.